# 샤이닝 로어
《샤이닝 로어》(Shining Lore)는 판타그램이 개발하여 초기 2000년도에는 PC와 세가의 드림캐스트 게임으로 발매를 하려던 게임이었다. 룬 오하라 라는 남자 주인공과 동료들의 바다를찾아 여행하는 스토리의 게임으로 제작될려고 했으나 당시 불법복제의 성행함에 따라서 온라인게임으로 방향을 틀어서 다시 제작하게 된다. 2002년 3월부터 서비스한 MMORPG로, 2003년 5월부터 엔씨소프트가 판권을 가지고 서비스하였다. 아기자기한 인터페이스와 미니 게임과 같은 요소로 대한민국 내외에서 인기를 모았으나, 2003년 11월 12일부터 개발이 중지되고, 같은 해 11월 28일에 최종적으로 서비스가 중단되었다.
《샤이닝 로어》의 서비스 중단에 대해서 엔씨소프트는 공식적으로 “개발사인 판타그램이 ‘샤이닝로어’를 장기적으로 고객이 원하는 수준의 게임으로 업데이트하기에 여의치 않다고 판단해” 서비스를 중단했다고 밝혔으나, 사용자들은 판타그램 출신의 원 개발자들이 사측의 압박으로 회사를 떠난 뒤 《리니지 II》로 사용자들을 이전하려 했다는 주장을 하고 있다. 일부 사용자들은 《샤이닝 로어》를 되살리자는 운동을 펼치기도 했으며, 엔씨소프트로 판권이 넘어가기 이전의 클라이언트를 지원하는 프리서버들을 운영하기도 했다.

## 같이 보기
- 《아이엘》
- 팬카폐 http://cafe.daum.net/Nowshininglore